# رضا مرزبان (بازیکن فوتبال)
رضا مرزبان (زادهٔ ۱۱ فروردین ۱۳۸۵) بازیکن فوتبال اهل ایران است که در پست مهاجم برای باشگاه فوتبال آلومینیوم اراک در لیگ برتر خلیج فارس بازی می‌کند.